# Rolando Uríos
Rolando Uríos Fonseca (* 27. Januar 1971 in Bayamo, Kuba) ist ein spanischer Handballspieler. Der gebürtige Kubaner nahm später die spanische Staatsbürgerschaft an.

## Karriere
Uríos gilt auf der Position des Kreisläufers als einer der weltweit besten Handballer des ersten Jahrzehnts des 21. Jahrhunderts. Ein wichtiges Element seiner Spielweise war der Einsatz seines deutlich überdurchschnittlich kraftvollen Körpers – bei einer Körpergröße von 1,93 m wog er über 110 Kilogramm.
Seine erste Station in Europa war KC Fotex Veszprém. In Ungarn gewann er 1998 die Meisterschaft und den Pokal. Daraufhin wechselte er nach Frankreich zu US Ivry HB. Im Jahr 2000 wurde er als bester Kreisläufer in die Jahrhundertmannschaft von US Ivry HB gewählt. Uríos spielte ab 2001 für den in der spanischen Liga ASOBAL spielenden BM Ciudad Real sowie 53 Mal für die spanische Nationalmannschaft. Bevor er die spanische Staatsbürgerschaft annahm, spielte er 79 Mal für die kubanische Auswahl.

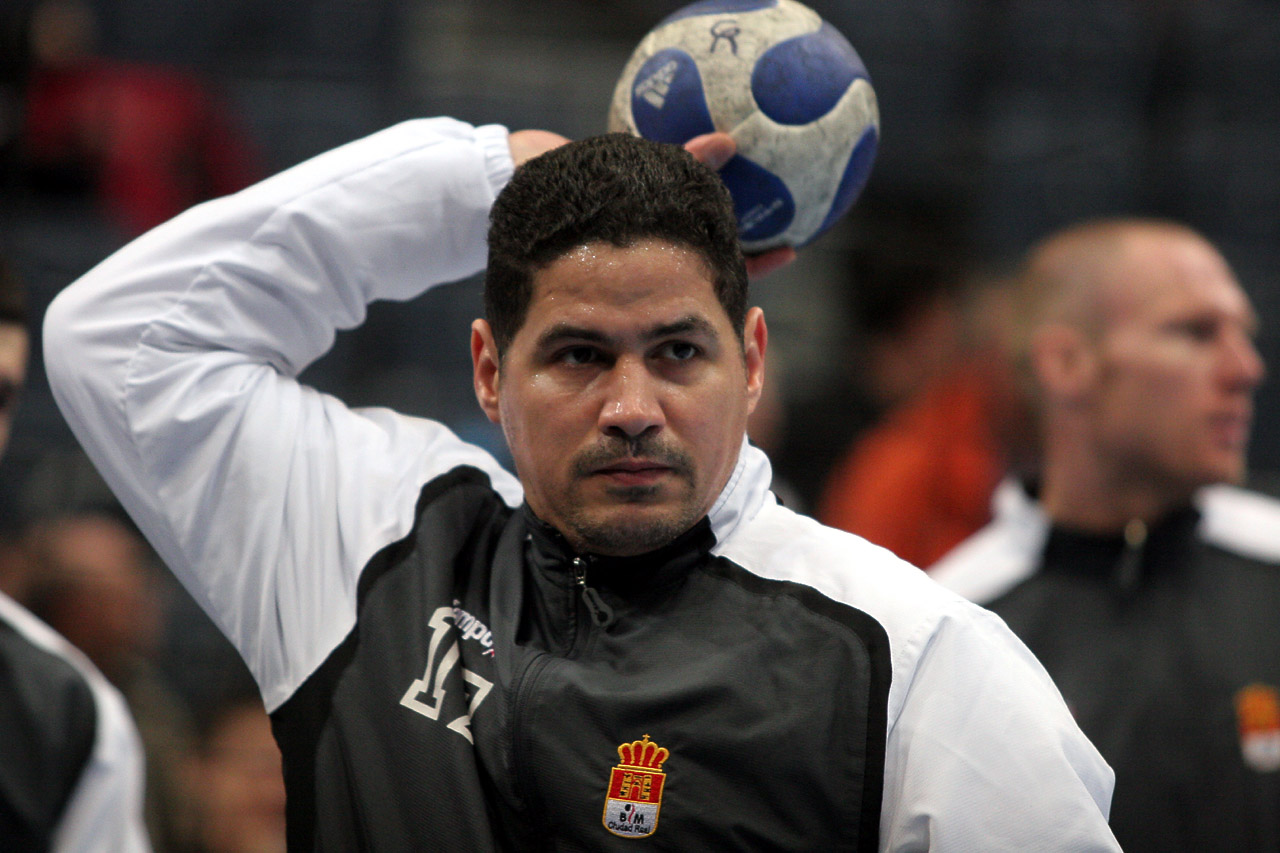
Rolando Uríos

Mit Ciudad Real gewann Rolando Uríos 2002 den Europapokal der Pokalsieger, 2003 erneut den Europapokal der Pokalsieger sowie die Copa del Rey de Balonmano, 2004 die spanische Meisterschaft sowie die Copa ASOBAL, 2005 die Copa ASOBAL sowie den spanischen Supercup, 2006 die Copa ASOBAL, die EHF Champions League sowie die Vereins-EM und 2007 die spanische Meisterschaft sowie die Vereins-EM. 2008 folgten die Titel der spanischen Meisterschaft, der Copa ASOBAL, der spanischen Supercup, der spanische Pokal und die Champions League. 2009 gewann er erneut die spanische Meisterschaft und die EHF Champions League. Anschließend beendete er seine Karriere, nachdem er bereits seit Jahren an chronischen Knieschmerzen gelitten hatte. Uríos Rückennummer 17 wurde seitdem von BM Ciudad Real nicht mehr vergeben, sein Trikot wurde dauerhaft am Spielort der Mannschaft aufgehängt. Dieselbe Ehrung hatte der Verein zuvor nur dem zweifachen Welthandballer Talant Dujshebaev gewährt.
Mit der Auswahl Kubas gewann er 1989, 1994, 1996 und 1998 die Panamerikameisterschaft sowie 1991, 1995 und 1999 die Panamerikanischen Spiele. Noch im kubanischen Trikot wurde Uríos bei der Weltmeisterschaft 1999 Torschützenkönig und leistete damit für sein Team einen wichtigen Beitrag zum Erreichen des achten Platzes, dem bisher größten Erfolg der kubanischen Handballnationalmannschaft. Als bester Kreisspieler wurde er in das All-Star-Team des Turniers gewählt. Bei den Olympischen Spielen 2000 in Sydney, als Kuba nach fünf Niederlagen in der Vorrunde bereits früh ausschied, erreichte Uríos in der Torjägerliste des Turniers noch den vierten Platz. Mit Spaniens Nationalmannschaft gewann Uríos 2005 die Weltmeisterschaft in Tunesien; bei der Europameisterschaft 2006 gewann er Silber. Er nahm mit dieser Auswahl auch an den Olympischen Spielen 2004 teil. Für Spanien bestritt er von Juli 2004 bis Februar 2007 insgesamt 53 Länderspiele, in denen er 182 Tore erzielte.
Uríos trainierte nach Beendigung seiner aktiven Karriere ab 2011 nacheinander die zweiten Mannschaften von BM Ciudad Real und Cátedra 70 de Malagón, bevor er im August 2014 gemeinsam mit seinem langjährigen kubanischen Freund Julio Fis als Nachwuchstrainer zum Verein BM Alarcos in Ciudad Real wechselte. Ab Mai 2018 trainierte er die Männer-Handballnationalmannschaft der Dominikanischen Republik. Im Februar 2019 übernahm er das Traineramt vom spanischen Zweitligisten Handbol Marratxí. In der Saison 2019/20 trainierte er den deutschen Brandenburgligisten HSV Wildau. Im Sommer 2020 übernahm er den Viertligisten VfL Tegel. Im August 2022 lösten beide Seiten den Vertrag auf und Uríos kehrte aus familiären Gründen nach Spanien zurück.
Im September 2022 verkündete Uríos mit 51 Jahren sein Comeback beim spanischen Zweitligisten Vestas Alarcos de Ciudad Real.

## Privates
Sein Sohn Rolando Uríos spielt ebenfalls Handball.

## Serienaufnahme von Uríos am Kreis

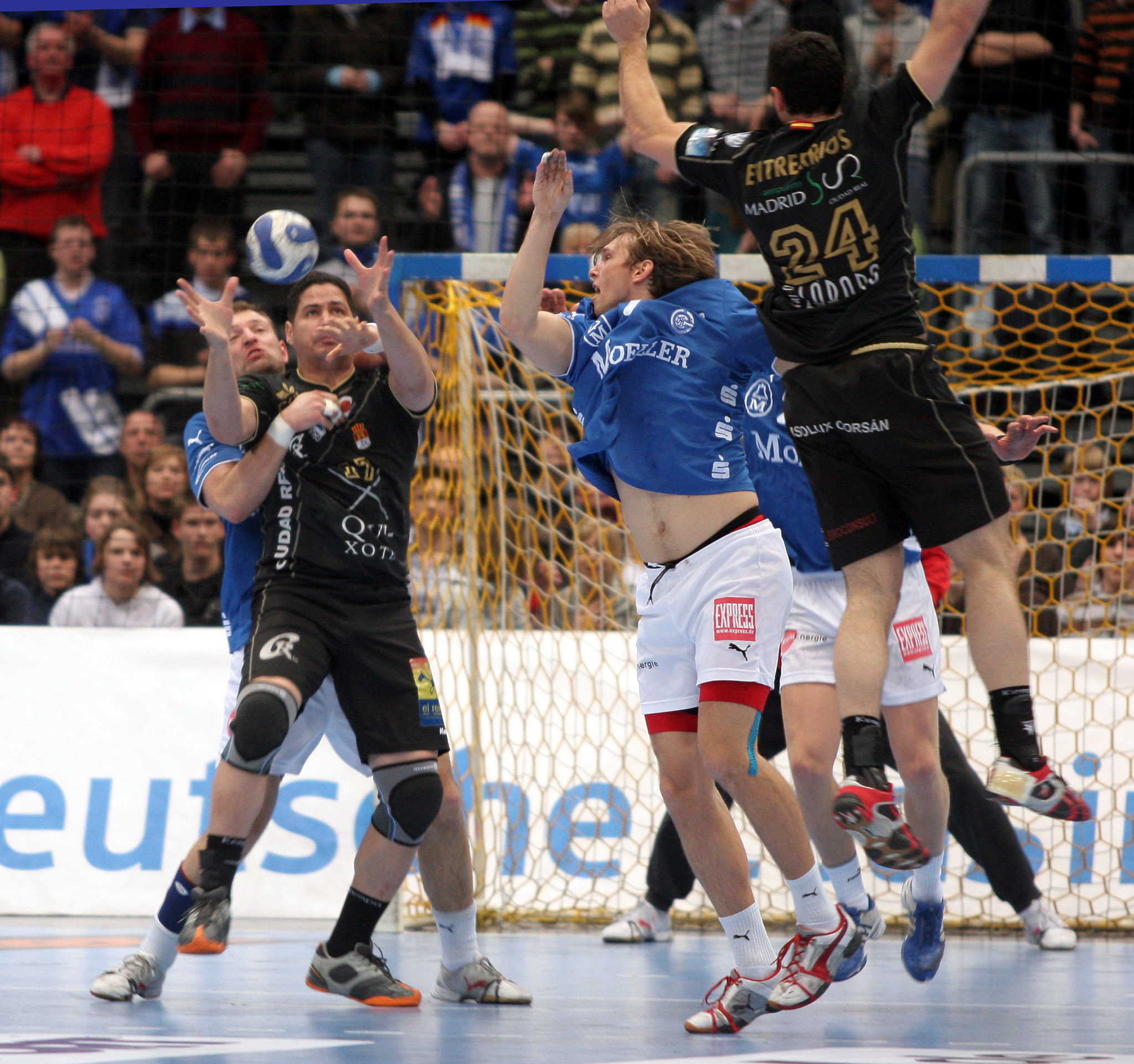
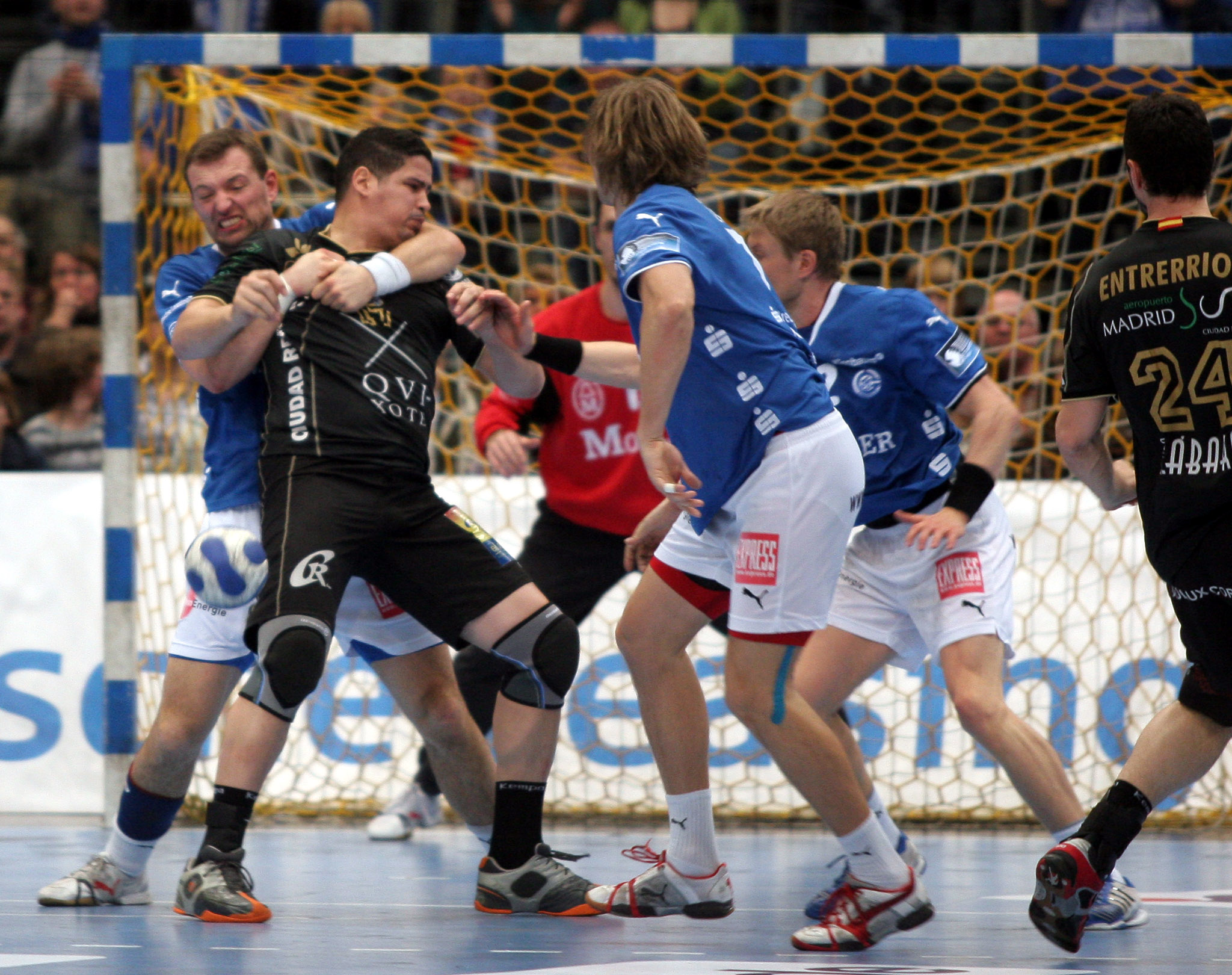
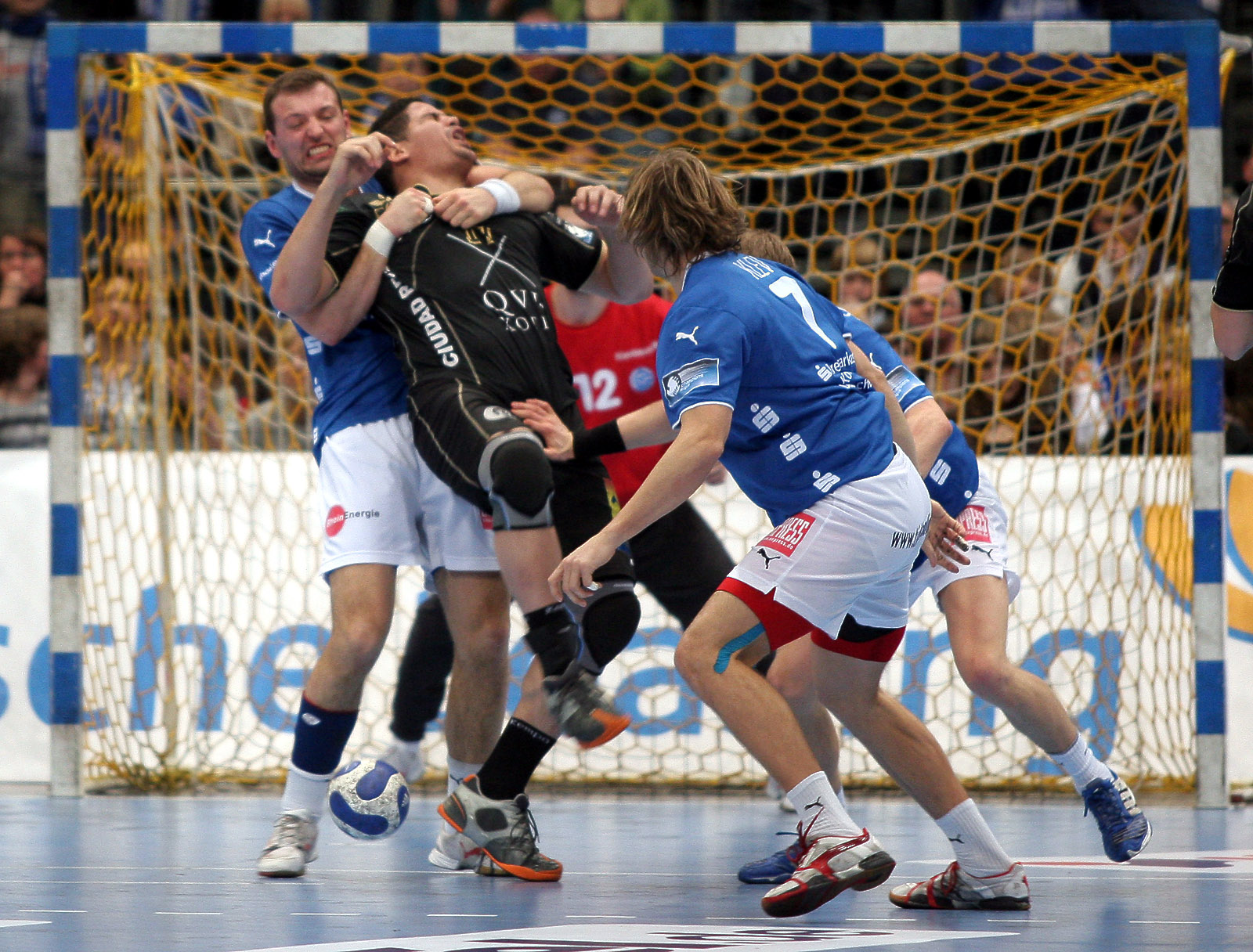
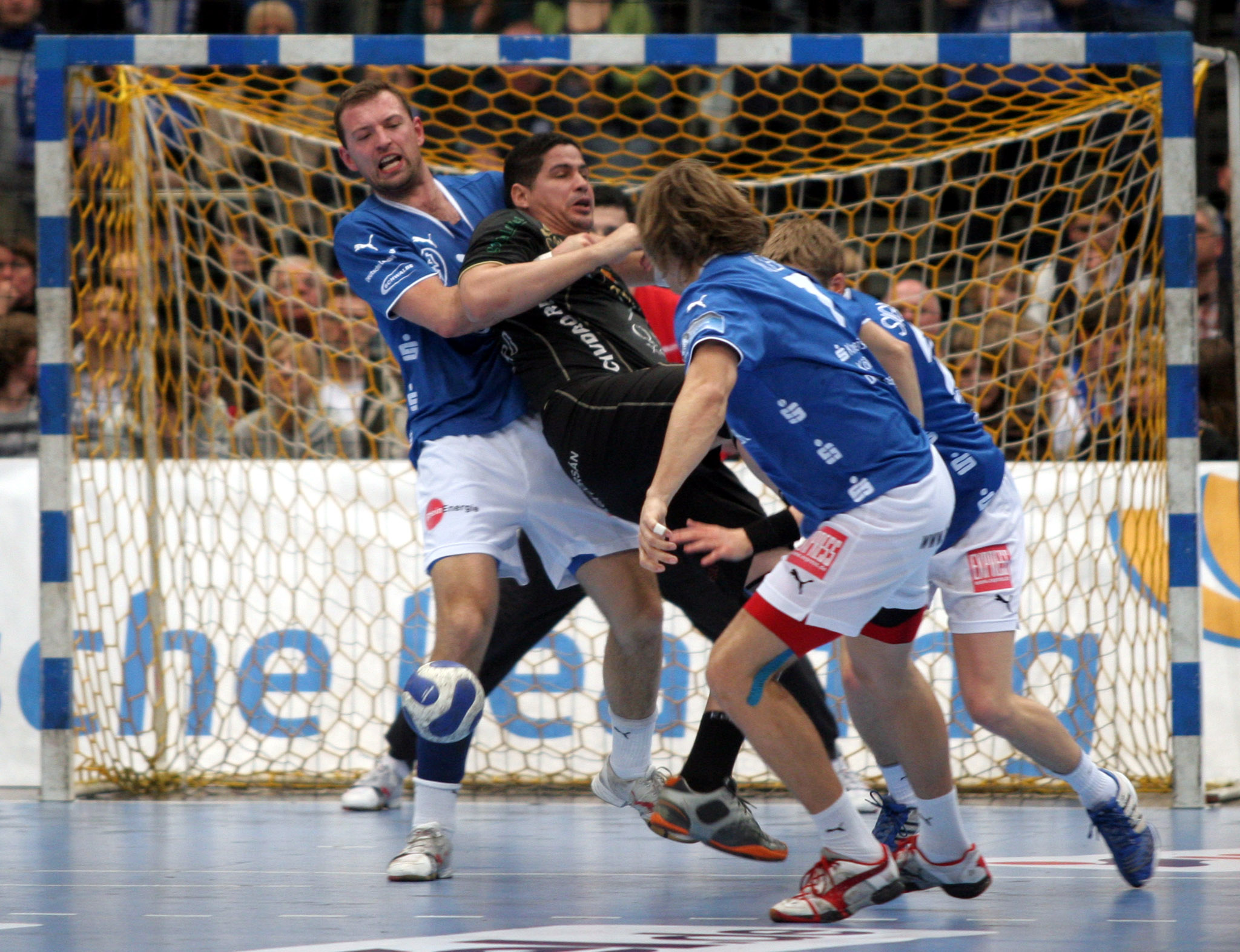

Aus dem Champions League Spiel gegen den VfL Gummersbach am 20. Februar 2008